# Gare de Sucy - Bonneuil
Gare de Sucy - Bonneuil vasútállomás és RER állomás Franciaországban, Sucy-en-Brie településen.

## Vasútvonalak
Az állomást az alábbi vasútvonalak érintik:
- Paris-Bastille-Marles-en-Brie-vasútvonal
- Grande Ceinture line
- Ligne de Bobigny à Sucy - Bonneuil

## Kapcsolódó állomások
A vasútállomáshoz az alábbi állomások vannak a legközelebb:
- Gare de La Varenne - Chennevières (Gare de Cergy-le-Haut, A RER-vonal)
- Gare de Boissy-Saint-Léger (Gare de Boissy-Saint-Léger, A RER-vonal)

## Lásd még
- Franciaország vasútállomásainak listája
- A RER állomásainak listája